# Saco (Montana)
Saco es un pueblo ubicado en el condado de Phillips en el estado estadounidense de Montana. En el Censo de 2010 tenía una población de 197 habitantes y una densidad poblacional de 232,61 personas por kilómetro cuadrado.

## Geografía
Saco se encuentra ubicado en las coordenadas 48°27′25″N 107°20′27″O / 48.45694, -107.34083. Según la Oficina del Censo de los Estados Unidos, Saco tiene una superficie total de 0.85 km², de la cual 0.85 km² corresponden a tierra firme y (0 %) 0 km² es agua.

## Demografía
Según el censo de 2010, había 197 personas residiendo en Saco. La densidad de población era de 232,61 hab./km² (habitantes por kilómetro cuadrado). De los 197 habitantes, Saco estaba compuesto por el 94.42 % blancos, el 0 % eran afroamericanos, el 0 % eran amerindios, el 1.02 % eran asiáticos, el 0 % eran isleños del Pacífico, el 0 % eran de otras razas y el 4.57 % pertenecían a dos o más razas. Del total de la población el 0.51 % eran hispanos o latinos de cualquier raza.